# Sakti
Pour l’article homonyme, voir Śakti pour la déesse de l'hindouisme.

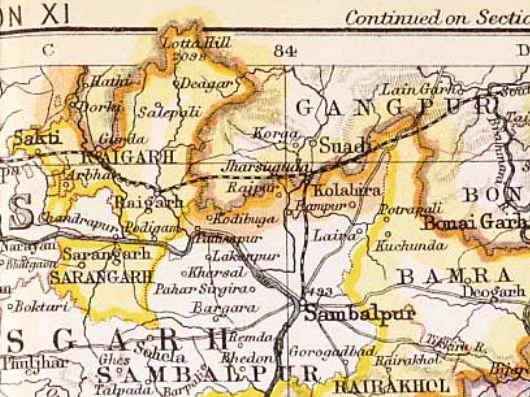
Zone Sakti-Raigarh de la carte géographique impériale de l'Inde.

Sakti était un État princier des Indes, dirigé par des souverains qui portaient le titre de "rana". Cette principauté subsista jusqu'en 1948 puis fut intégrée dans l'État du Madhya-Pradesh, et aujourd'hui, dans l'État de Chhattisgarh.

## Liste des ranas de Sakti
- ? - 1837 Kalandar Singh
- 1837-1892 Ranjit Singh
- 1892-1914 Rup Narayan Singh
- 1914-1948 Liladhar Singh